# دانشگاه باغچه‌شهر
دانشگاه باهچه شهیر (باغچه شهیر) (BAHÇEŞEHİR) از دانشگاه‌های ترکیه است.
دانشگاه Bahçeşehir (BAU) یک مؤسسه آموزشی خصوصی در ترکیه است که در سمت اروپایی استانبول واقع شده‌است. مجمع ملی ترکیه مجوز تأسیس دانشگاه باهچه شهیر را توسط بنیاد آموزش و پرورش Bahçeşehir Uğur در سال ۱۹۹۸ صادر کرد. اندکی پس از آن (فوریه ۱۹۹۸) پروتکل آکادمیک و استراتژیکی با دانشگاه ایالتی سن دیگو در کالیفرنیا آمریکا امضا شد. ثبت نام دانش آموزان اول پس از اولین آزمون تعیین سطح (ÖSYS) در سال تحصیلی ۲۰۰۰–۲۹۹۹ انجام شد. این دانشگاه یکی از معدود دانشگاه‌های ترکیه است که سخنرانی‌های خود را به زبان انگلیسی دارد و بنابراین دانشجویان متقاضی BAU باید مهارت انگلیسی بالایی را برای پذیرش در آزمون (English Proficiency Exam) برای ورود به دانشگاه داشته باشند.
این دانشگاه از ۸ دانشکده، ۱ مدرسه زبان و ۲ آموزشگاه حرفه ای تشکیل شده‌است. چهار مؤسسه آموزش تحصیلات تکمیلی را ارائه می‌دهد. ۱۷٬۰۴۸ دانشجوی ثبت نام شده در این دانشگاه تحصیل می‌کنند. تعداد دانشجویان مقطع کارشناسی ۱۰ هزار و ۱۳۷ نفر و تعداد دانشجویان کارشناسی ارشد ۴ هزار و ۷۱۶ نفر است. تعداد دانشجویان مقطع کاردانی ۱۰۷۲ نفر است. حدود ۱۰۴۷ دانشگاهی در دانشگاه تدریس می‌کنند و ۵۰۶ نفر از پرسنل اداری در دانشگاه کار می‌کنند. ۴ دانشگاه در استانبول وجود دارد. کتابخانه دانشگاه باهچه شهیر، که در زمینی به مساحت ۱۴۰۰ متر مربع تأسیس شده‌است، با ۲۵۰٬۰۰۰ نشریه، کتاب و کتاب الکترونیکی خدمات ارائه می‌دهد. پنج کافه و رستوران مختلف در دانشگاه خدمات ارائه می‌دهند. ظرفیت کل مخاطبان سالن کنفرانس ۱۰۰۰ نفر است.
جایزه «ابر مارک‌های ترکیه» در سال ۲۰۰۷ به دانشگاه باهچه شهیر اعطا شد. رئیس فعلی شیرین کارادنیز است.

## نگارخانه

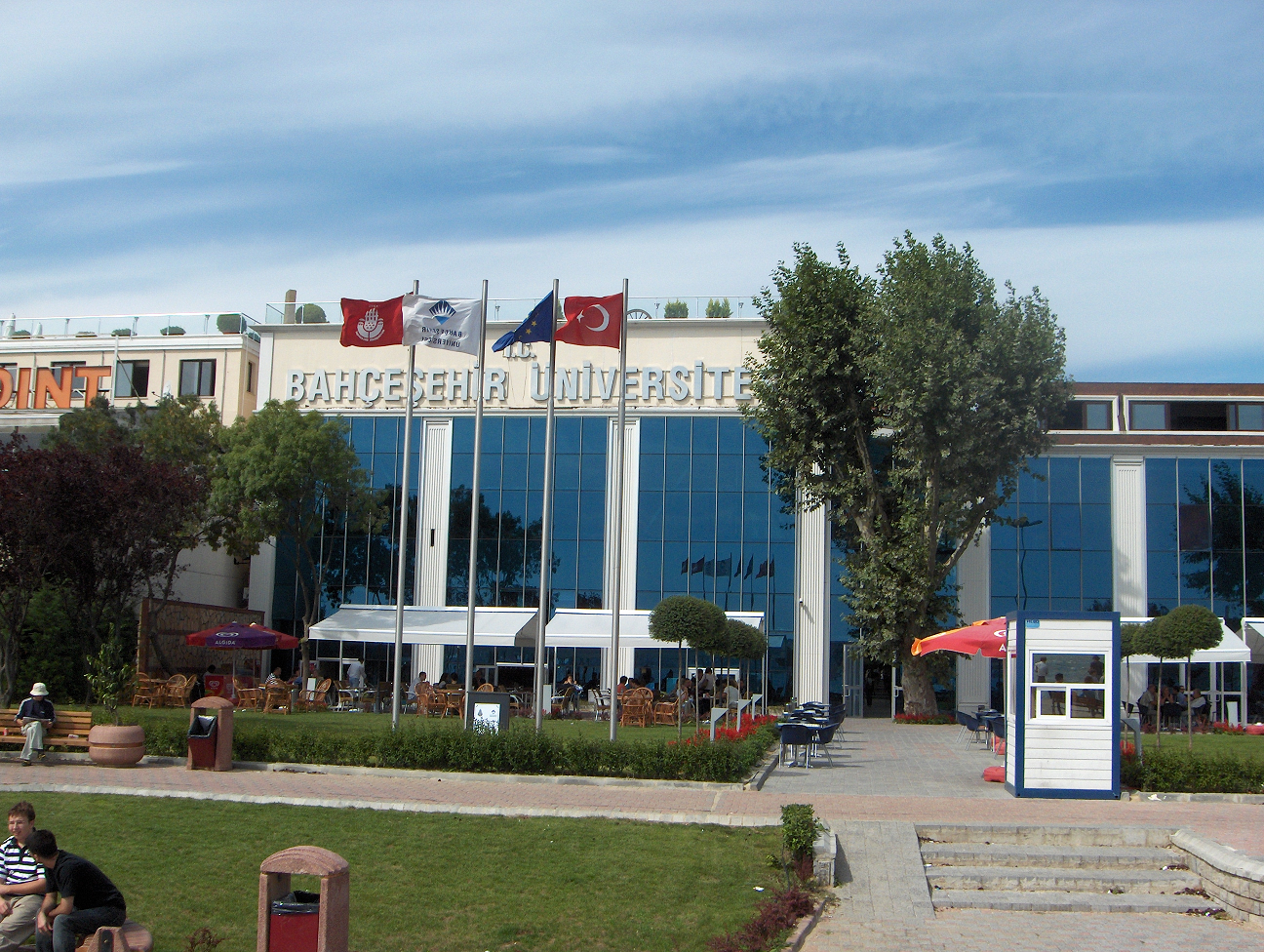
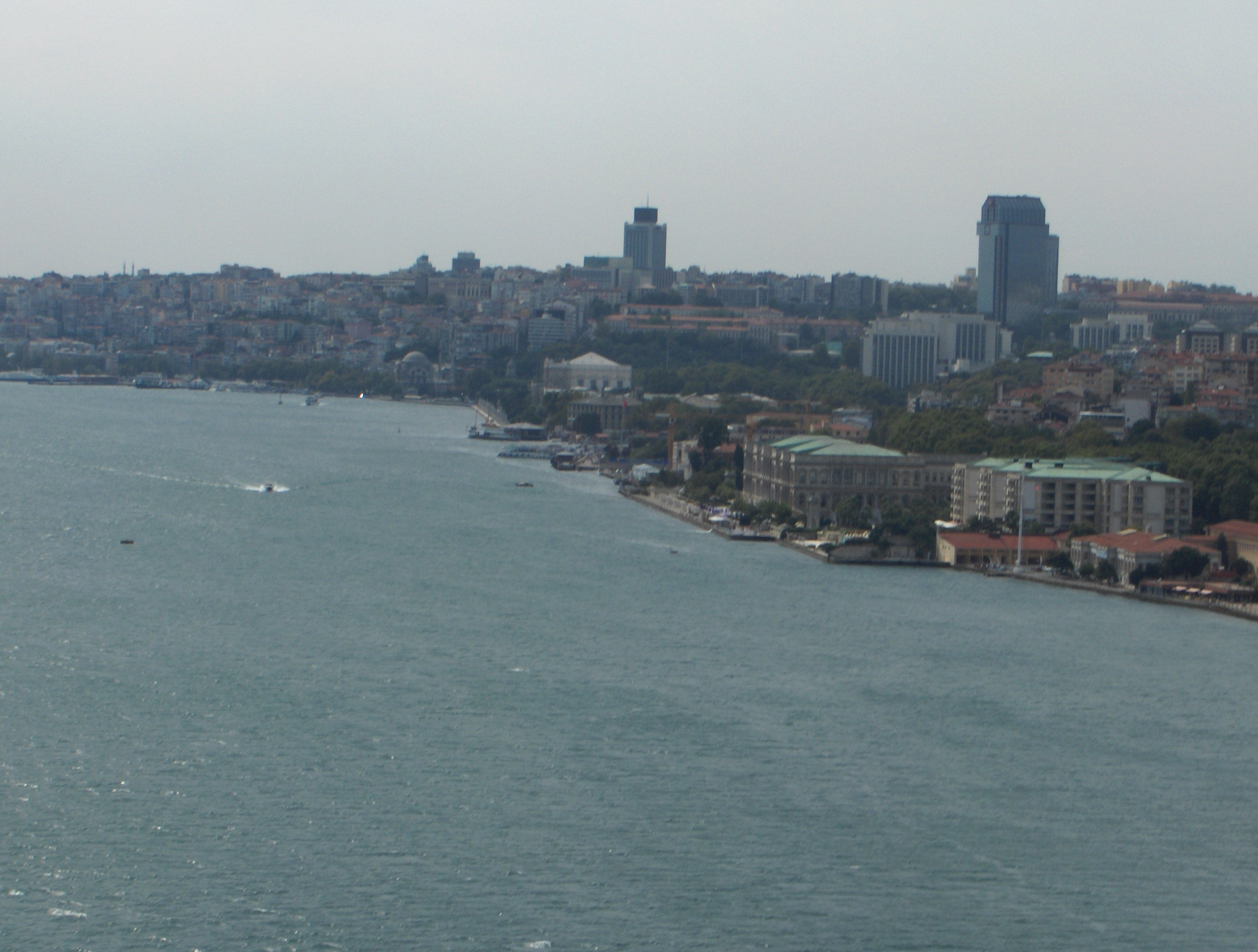
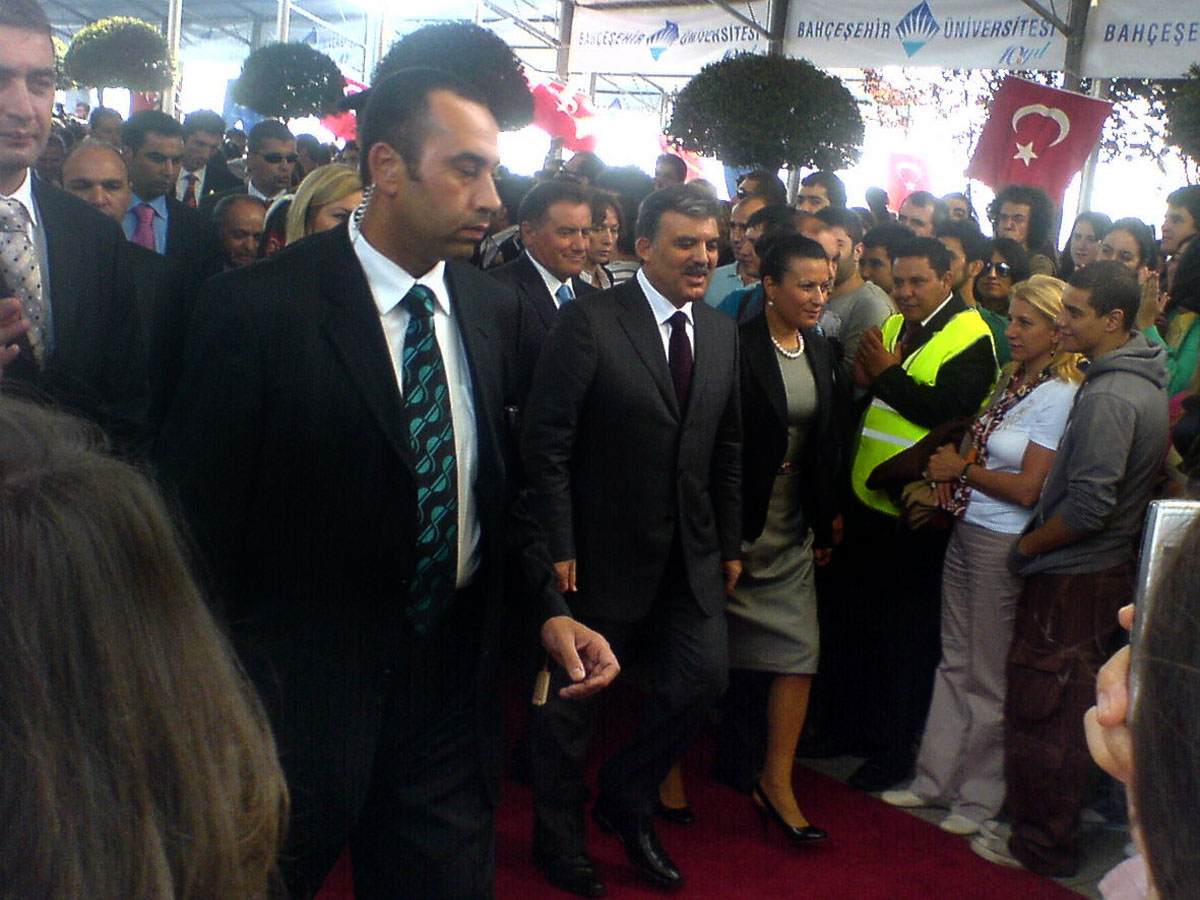

## دانشکده‌ها
- دانشکده علوم پایه و ادبیات: علوم ریاضی و کامپیوتری، دبیری رایانه و فناوری‌های آموزشی
- دانشکده معماری: معماری، طراحی معماری داخلی و محیط
- دانشکده مهندسی: مهندسی رایانه، صنایع، الکتریک و الکترونیک
- دانشکده مدیریت: اقتصاد، مدیریت، علوم سیاسی و روابط بین‌الملل، روابط اتحادیه اروپا
- دانشکده حقوقِ
- دانشکده ارتباطات: رادیو، تلویزیون و سینما، روابط مردمی و شناخت آنها، تبلیغات (آگهی)، طراحی هنرهای بصری و ارتباط بصری
- مدرسه عالی شغلی: فناوری و برنامه‌ریزی رایانه

## رتبه‌بندی
این دانشگاه یکی از بهترین دانشگاه‌های ترکیه محسوب می‌شود. این دانشگاه دارای ۶ پردیس در خارج از ترکیه است. ۲ پردیس در ایالات متحده (واشینگتن دی سی و بوستون)، ۱ پردیس در کانادا (تورنتو)، ۱ پردیس در ایتالیا (رم)، ۱ پردیس در آلمان (برلین) و ۱ پردیس در چین (هنگ کنگ). این دانشگاه بیش از ۱۹۳ شریک بین‌المللی دارد و با دانشگاه‌های شناخته شده جهان مانند دانشگاه هاروارد (ایالات متحده) همکاری دارد. دارای ۳ پردیس مختلف در ترکیه در استانبول هستند
این دانشگاه در سال ۲۰۲۳ موفق شد تا رتبه ۵۰۰ تا ۱۰۰۰ را در میان دانشگاه‌های جهان کسب کند.